# Coptops tetrica
Coptops tetrica là một loài bọ cánh cứng trong họ Cerambycidae.